# Ritzensonnenhalb
Ritzensonnenhalb (mundartlich: Ritsǝsonəhalb) ist ein Gemeindeteil der Marktgemeinde Weitnau im bayerisch-schwäbischen Landkreis Oberallgäu.

## Geographie
Das Dorf liegt unmittelbar westlich des Hauptorts Weitnau. Südlich der Ortschaft liegt Ritzenschattenhalb und dort verläuft auch der Weitnauer Bach. Durch den Ort verläuft die Bundesstraße 12.

## Ortsname
Der Ortsname stammt vom mittelhochdeutschen Personen(kurz)namen Rize und bedeutet beim Rize. Das später hinzugekommene neuhochdeutsche Wort sonnenhalb bedeutet auf der Sonnenseite.

## Geschichte
Ritzen wurde erstmals im Jahr 1414 als „zum Ritzen “ urkundlich erwähnt. 1451 wurden rothenfelsische Eigenleute und ein stiftkemptisches Lehen – das 1793 noch genannt wurde – im Ort erwähnt. 1728 fand die Vereinödung Ritzens statt. Seit 1806 wird zwischen Ritzensonnenhalb und Ritzenschattenhalb (Einöde Sonnenhalb) unterschieden.